# Gherman Sveșnikov
Gherman Sveșnikov (n. 11 mai 1937, Gorki, RSFS Rusă, URSS – d. 9 iunie 2003, Nijni Novgorod, Regiunea Nijni Novgorod, Rusia) a fost un scrimer ce a reprezentat Uniunea Republicilor Sovietice Socialiste, medaliat olimpic. A participat la 3 ediții ale Jocurilor Olimpice (1960, 1964, 1968) în care a câștigat două medalii de aur și o medalie de argint.